# Gianfranco Sestili
Gianfranco Sestili (Milano, 24 febbraio 1951) è un mafioso italiano, esponente dell'organizzazione malavitosa romana Banda della Magliana.

## Biografia
Nato a Milano ma residente a Roma sin da giovanissimo, prese presto contatti con alcuni esponenti della NCO, quali Corrado Iacolare, e Lorenzo Nuvoletta. Attraverso la sua amicizia con Angelo Angelotti e Amleto Fabiani, venne introdotto nella Banda della Magliana, dove inizialmente metteva in atto piccoli furti. Tra il 1978 e il 1979 il suo ruolo all'interno dell'organizzazione crebbe, tanto che divenne un punto di riferimento nei quartieri Garbatella, Montagnola e Tor Marancia, nei quali, insieme a Claudio Sicilia e Marcello Colafigli gestiva il traffico delle sostanze stupefacenti.

### Il percorso nella Banda della Magliana
Grazie ai primi malavitosi conosciuti a Roma, Marcello Colafigli e Maurizio Abbatino, che credono il lui, entra nella banda in pianta stabile. 
Insieme a Claudio Sicilia è uno dei pochi ad avere libero accesso al nascondiglio di armi negli scantinati del Ministero della Sanità di via Liszt.
Dopo il pentimento di Fulvio Lucioli nel 1983 prenderà il controllo anche della zona di Ostia. 
Nel 1986, in seguito al pentimento di Claudio Sicilia, si allontana dalla banda, allo scopo di scongiurare un'eventuale condanna.
Sfuggito durante gli anni novanta alla cattura, venne poi arrestato nel 2003, e detenuto presso il carcere di Volterra, dove intraprenderà insieme ad altri carcerati l'attività di attore, facendo parte della cosiddetta "Compagnia della fortezza".